# Бретонијер
Бретонијер (фр. Bretonnière) насеље је и општина у западној Француској у региону Лоара, у департману Вандеја која припада префектури Ла Рош сир Јон.
По подацима из 2011. године у општини је живело 609 становника, а густина насељености је износила 36,95 становника/km². Општина се простире на површини од 16,48 km². Налази се на средњој надморској висини од 21 метар.

## Демографија
| 1962. | 1968. | 1975. | 1982. | 1990. | 1999. | 2011. |
| ----- | ----- | ----- | ----- | ----- | ----- | ----- |
| 301   | 332   | 295   | 325   | 403   | 442   | 609   |

График промене броја становника у току последњих година